# Laurier (ancienne circonscription fédérale)
Pour les articles homonymes, voir Laurier.
Laurier est une ancienne circonscription électorale fédérale du Québec, elle est située sur l'île de Montréal.
Cette circonscription est initialement créée en 1933 avec des parties des circonscriptions de Laurier—Outremont et Saint-Denis. Elle est abolie en 1987 et redistribuée parmi Laurier—Sainte-Marie, Outremont, Rosemont et Saint-Henri—Westmount.
La circonscription est recréée en 2003 avant de devenir Laurier—Sainte-Marie en 2004.

## Géographie
La circonscription se situe entièrement sur le territoire montréalais, dans le quartier du Plateau-Mont-Royal.

## Députés
1. 1935-1949 — Ernest Bertrand, PLC
2. 1949¹-1957 — J.-Eugène Lefrançois, PLC
3. 1957-1964 — Lionel Chevrier, PLC
4. 1964¹-1979 — Fernand-E. Leblanc, PLC
5. 1979-1988 — David Berger, PLC

Circonscription abolie
- PLC = Parti libéral du Canada
- ¹   = Élections partielles